# Unterseeboot 1234
L'Unterseeboot 1234 (ou U-1234) est un sous-marin (U-Boot) allemand de type IX.C/40 utilisé par la Kriegsmarine pendant la Seconde Guerre mondiale.

## Historique
Mis en service le 19 avril 1944, l'U-1234 reçoit sa formation de base à Hambourg en Allemagne au sein de la 31. Unterseebootsflottille jusqu'au 15 mai 1944. Puis, il est affecté dans une formation d'entrainement dans la 33. Unterseebootsflottille à Flensbourg en Allemagne à partir du 17 octobre 1944 jusqu'au 31 janvier 1945 et enfin au sein de la 4. Unterseebootsflottille jusqu'au 5 mai 1945.
Il est sabordé le 5 mai 1945 à Hörup Haff (de). La coque se rompt et 43 membres d'équipage meurent dans cet accident, sur 56 sous-mariniers.

## Affectations successives
- 31. Unterseebootsflottille à Wilhelmshaven du 19 avril 1944 au 15 mai 1944 (entrainement)
- 33. Unterseebootsflottille à Flensburg du 17 octobre 1944 au 31 janvier 1944 (entrainement)
- 4. Unterseebootsflottille à Stettin du 1er février 1945 au 5 mai 1945 (entrainement)

## Commandement
- Kapitänleutnant Helmut Thurmann du 19 avril 1944 au 14 mai 1944
- Oberleutnant zur See Hans-Christian Wrede de 17 octobre 1944 au 5 mai 1945

## Navires coulés
L'U-1234 n'a ni coulé, ni endommagé de navire ennemi, n'ayant effectué que des entrainements.

### Sources
- (en) Cet article est partiellement ou en totalité issu de l’article de Wikipédia en anglais intitulé « German submarine U-1234 » (voir la liste des auteurs).